# Duinaveruit
De duinaveruit (Artemisia campestris subsp. maritima, synoniem: Artemisia lloydii) is een overblijvende plant die behoort tot de composietenfamilie (Asteraceae). De ondersoort staat op de Nederlandse Rode Lijst 2012 als zeldzaam en matig afgenomen.
De plant wordt 30–100 cm hoog en vormt een wortelstok die tot 150 cm diep de grond in kan gaan. De glanzend bruinrode stengel en de twee- tot drievoudig veerdelige bladeren zijn vaak vrij lang grijs behaard. De aangedrukte haren zijn zijdeachtig. De bovenste bladeren zijn lijnvormig en hebben voor een deel meer dan 1 mm brede slippen. De van onderen niet gekielde bladslippen zijn in tegenstelling tot die van de wilde averuit (Artemisia campestris subsp.  campestris) vlezig. Ook heeft de wilde averuit gekielde bladslippen. De stengel heeft een houtige voet.

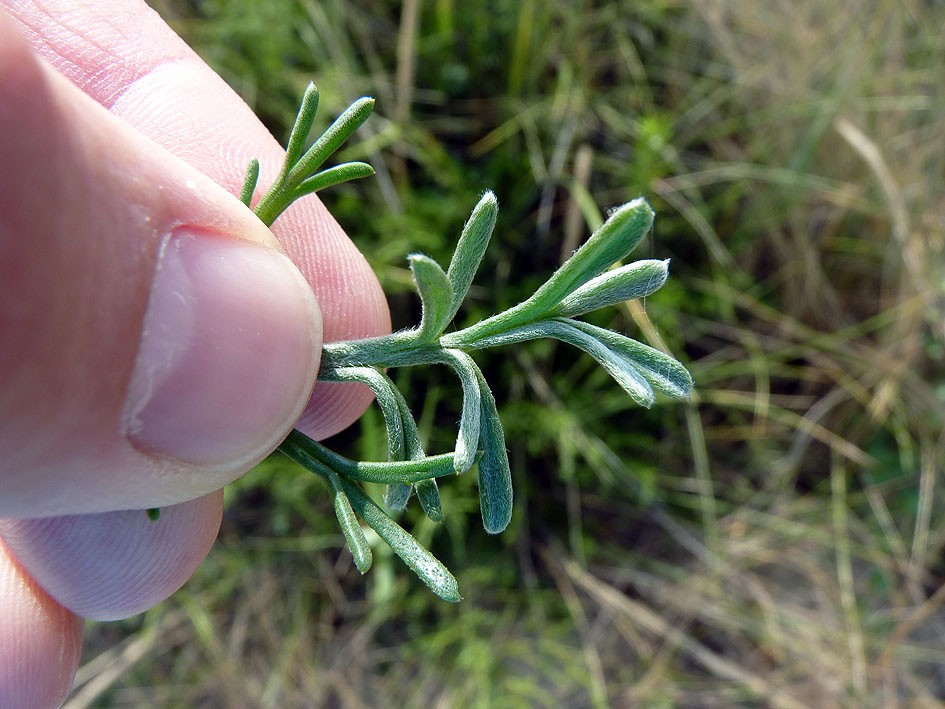
Blad
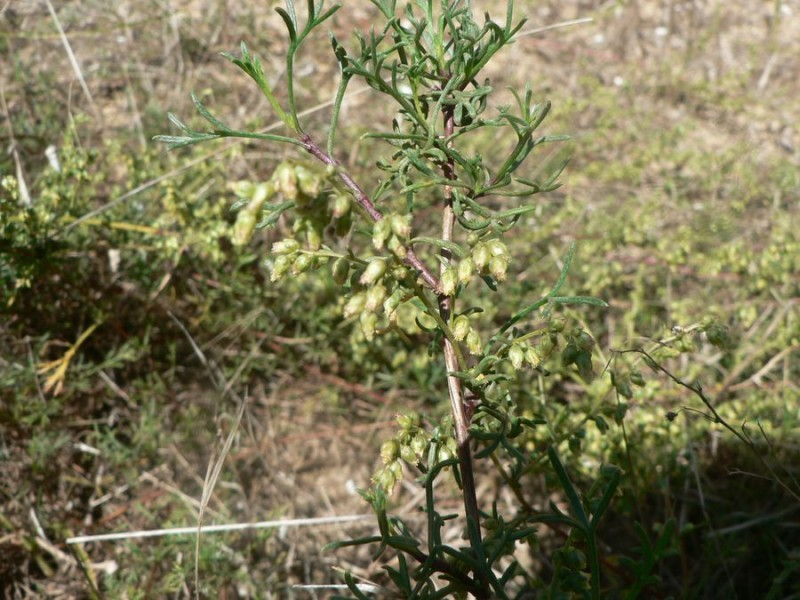
Bloemen
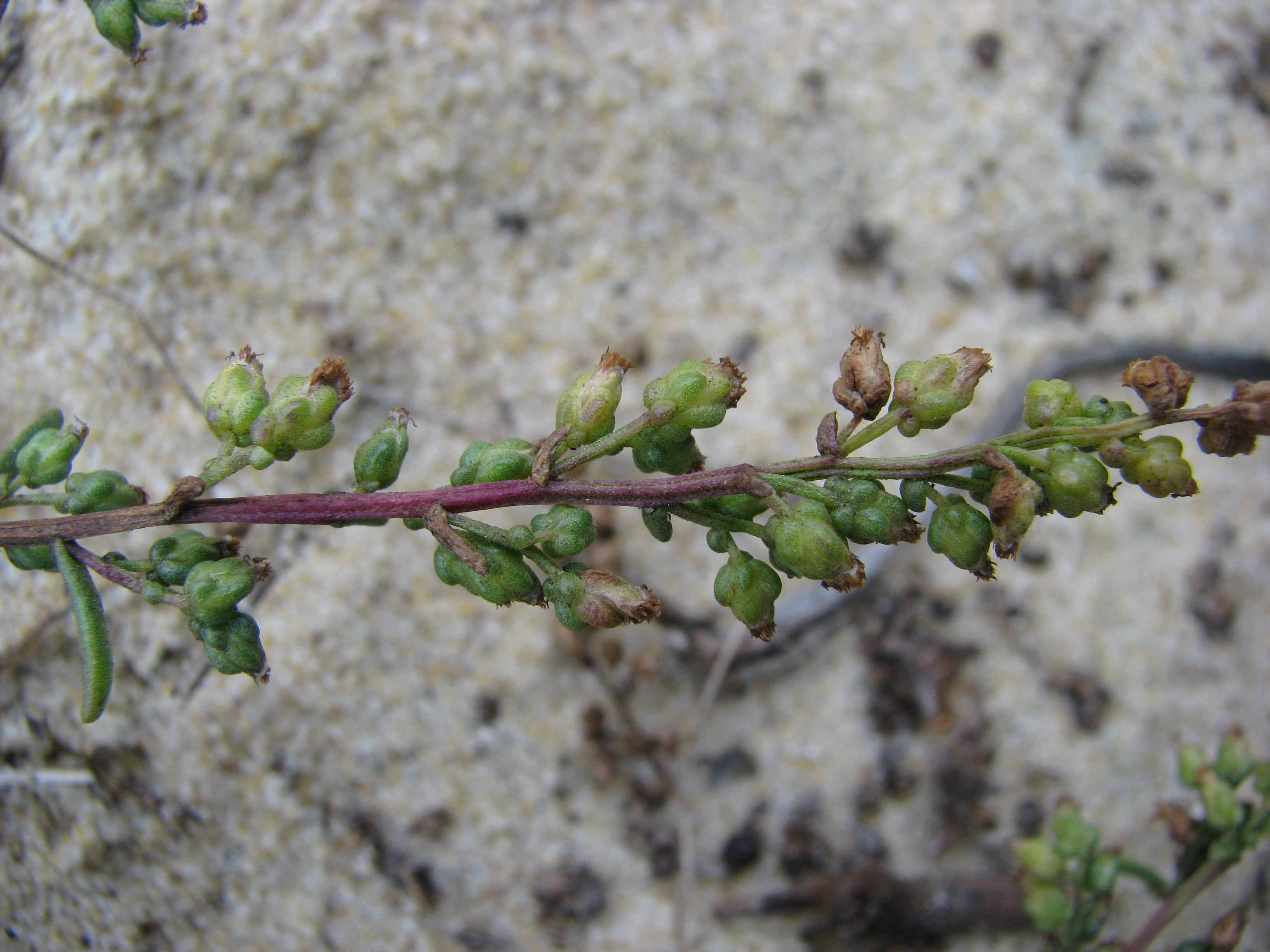
Vruchten

De duinaveruit bloeit van augustus tot de herfst met gele of roodachtige, vaak knikkende, eenslachtige bloemhoofdjes, die in pluimen gerangschikt zijn. De 3–6 mm brede hoofdjes hebben kale omwindselblaadjes. De plant is eenhuizig.
De vrucht is een nootje.
De plant komt voor open, droge, kalkrijke, omgewerkte of stuivende zandgrond in de duinstreek.

## Syntaxonomie
Duinaveruit is een kensoort voor de kegelsilene-associatie (Sileno-Tortuletum ruraliformis), een plantengemeenschap van droge graslanden op kalkrijke, matig voedselrijke duinen.